# Kalidasa Kalakendram
Kalidasa Kalakendram est une troupe de théâtre professionnelle indienne basée à Quilon qui joue en malayalam.

## Histoire
Elle fut fondée le 25 janvier 1963 par O. Madhavan (en), avec O. N. V. Kurup (en), Vaikom Chandrasekharan Nair (en), et G. Devarajan (en)
Dans une ville qui compta jusqu'à 450 troupes de théâtres, c'est aujourd'hui l'une des quinze survivantes

## Acteurs présents et passés
- Anandavally (en)[3]
- Thilakan[4]

## Mises en scène
- Ramanan de Changampuzha Krishna Pillai[5]
- Nagamandala de Girish Karnad[6]
- Sundarikalum Sundaranmarum (en) de Uroob (en)[7]

## Galerie

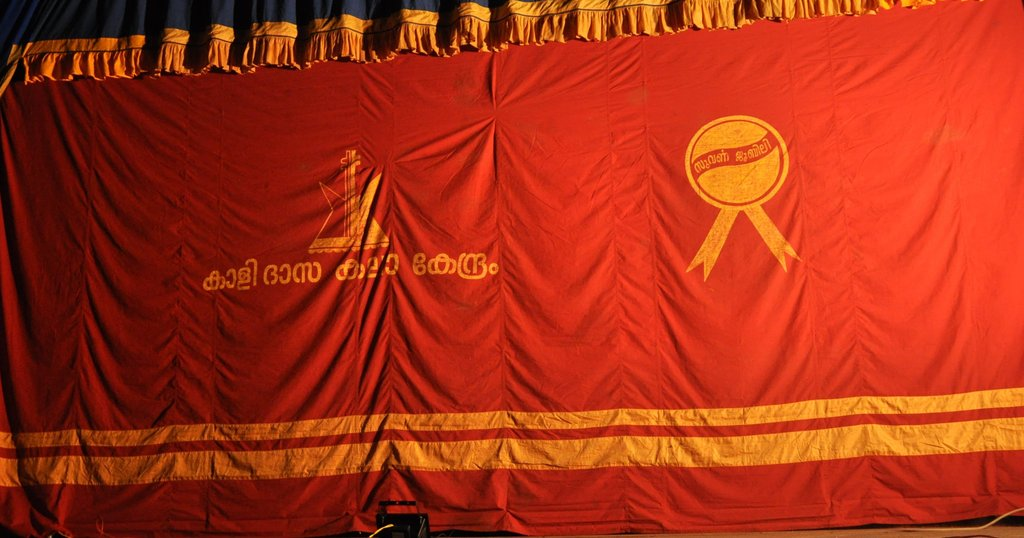
Le rideau
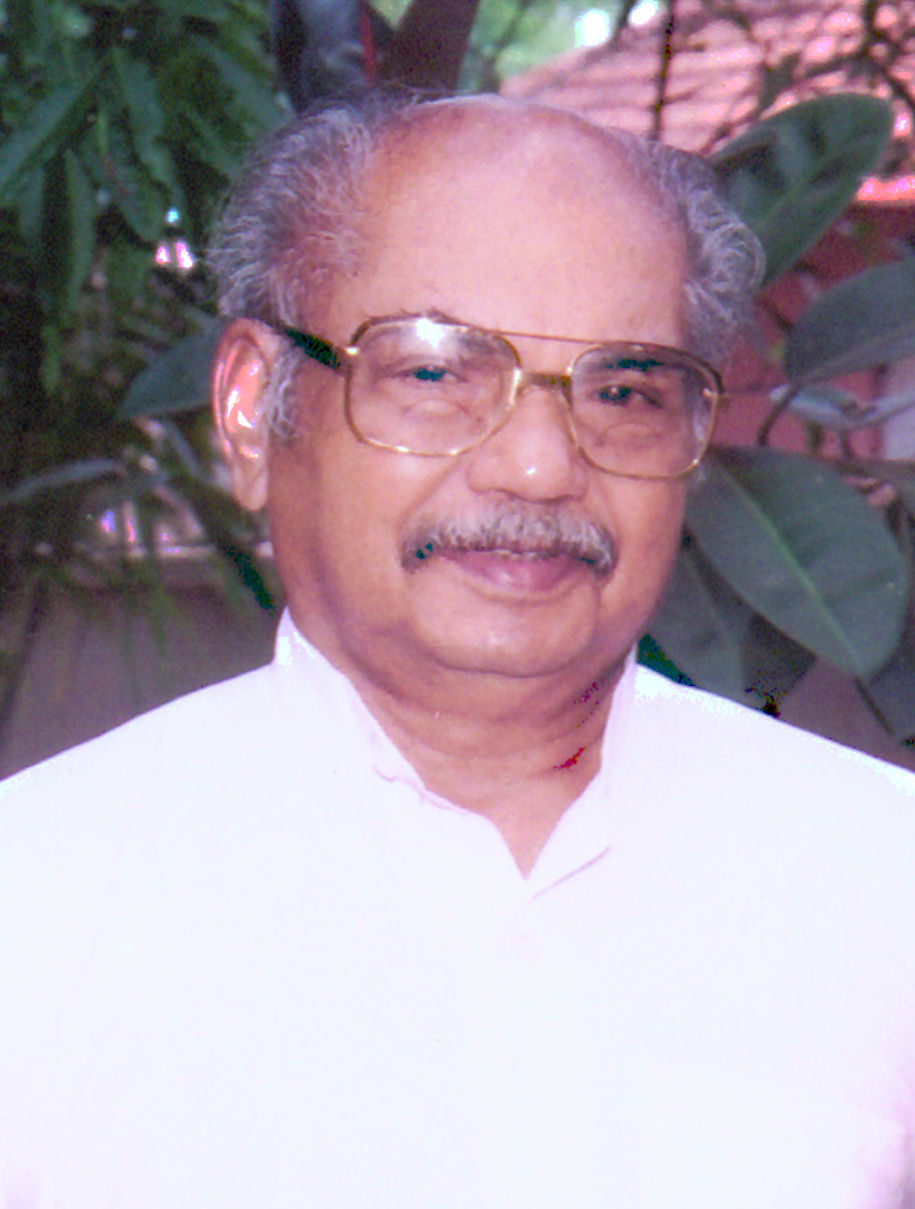
Le fondateur O. Madhavan (en)
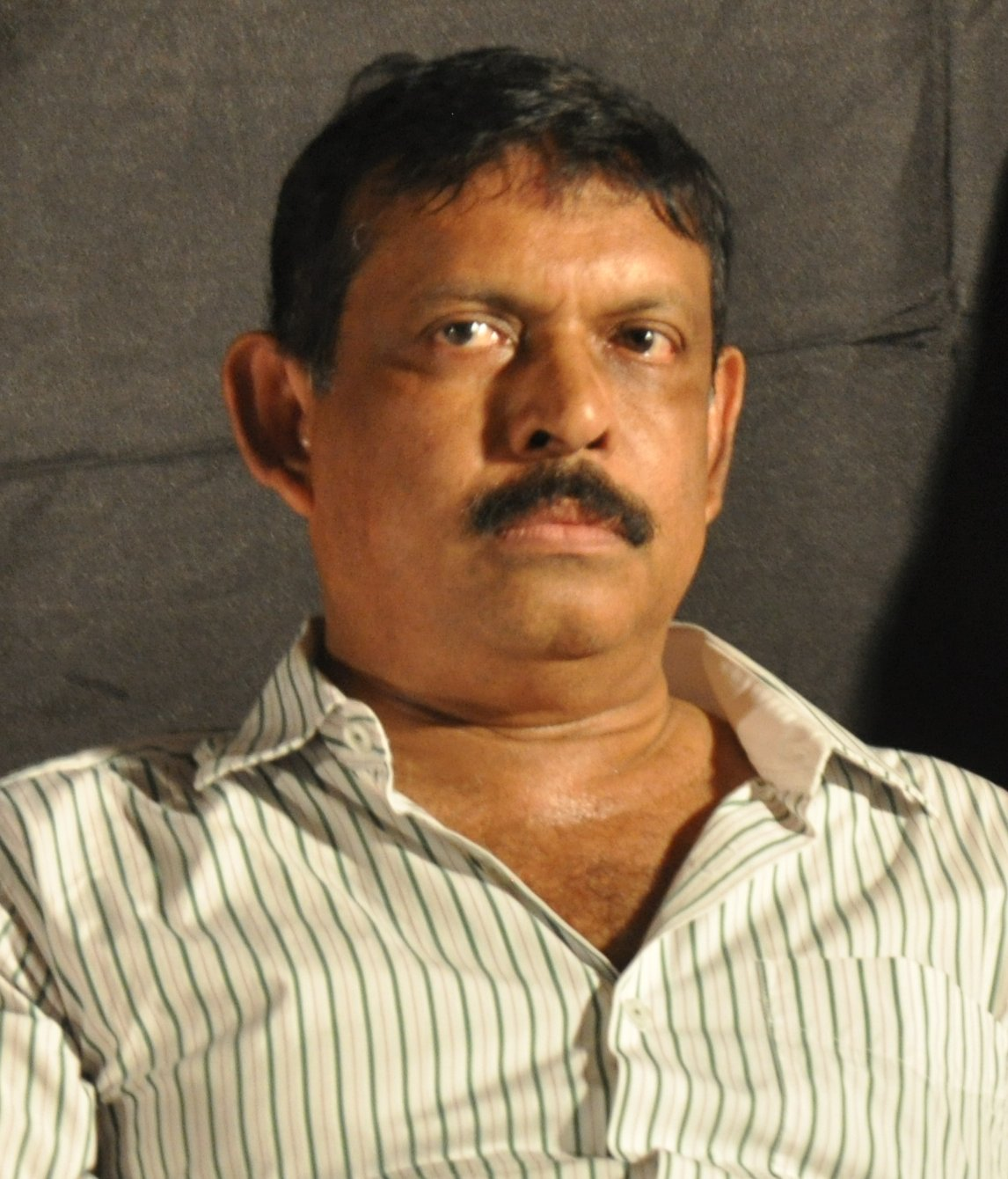
Le président et directeur artistique, E.A. Rajendran
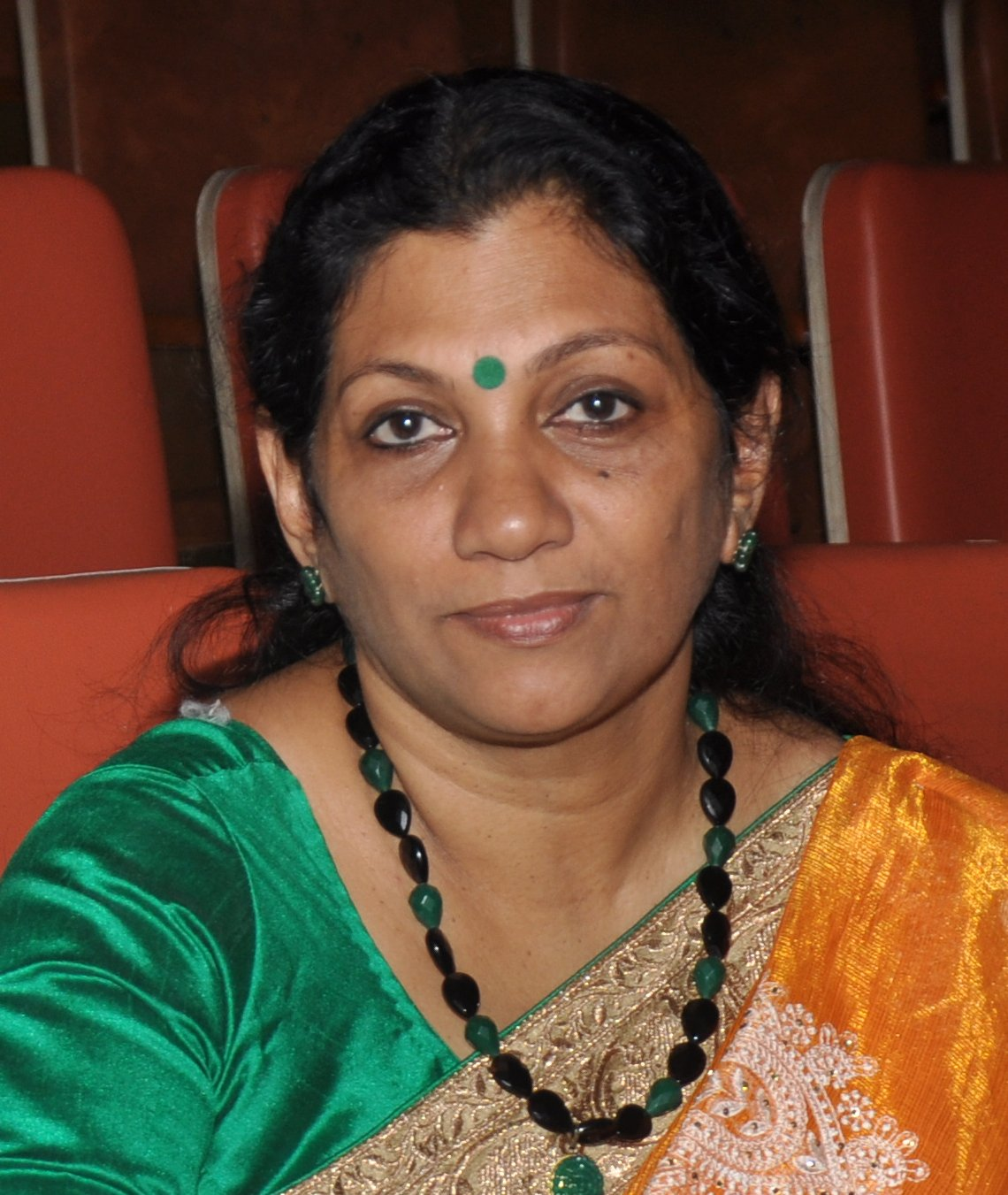
La trésorière Sandhya Rajendran
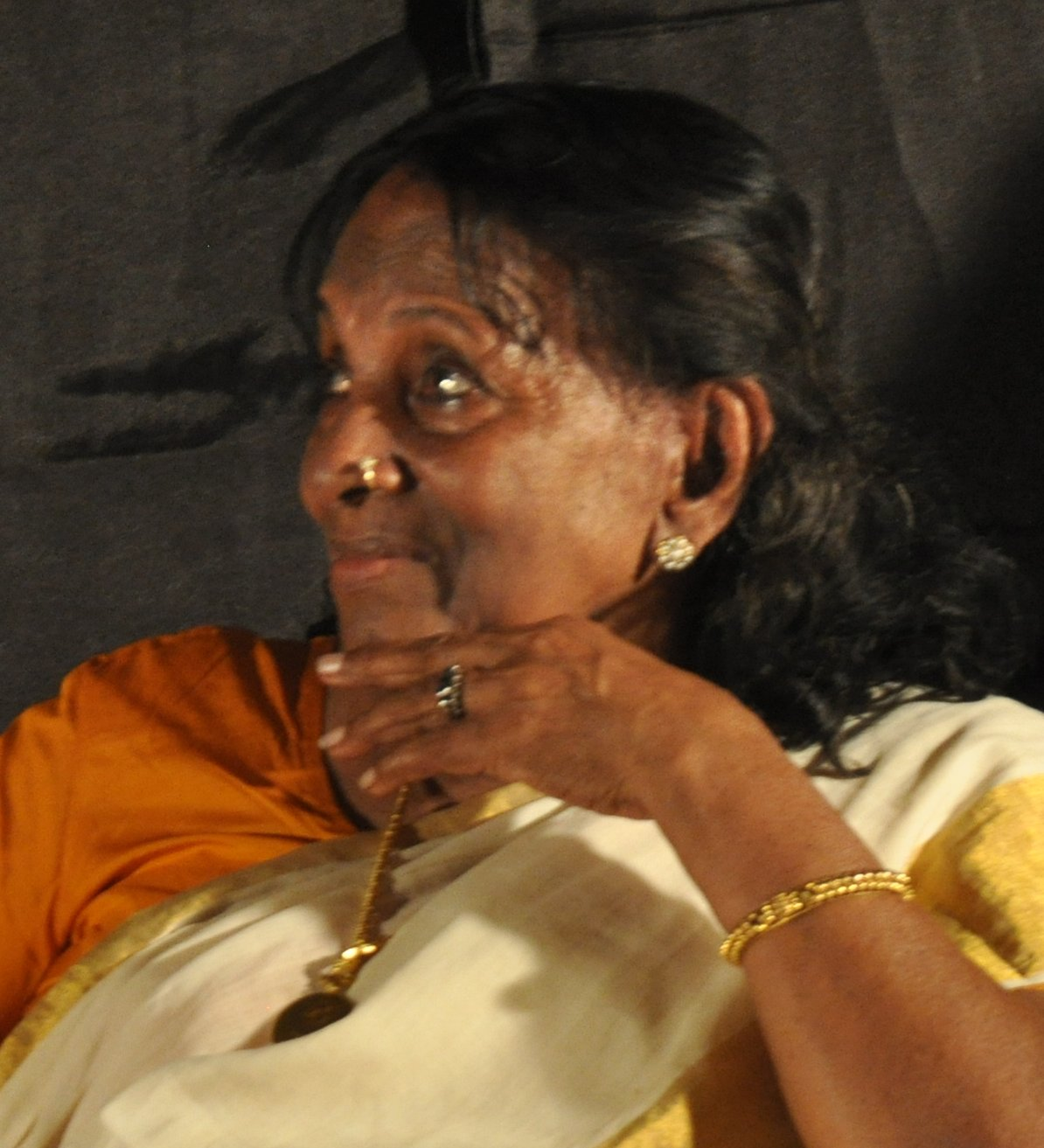
Secretary - Vijayakumari (en)